# Buntu Mauli
Buntu Mauli is een bestuurslaag in het regentschap Samosir van de provincie Noord-Sumatra, Indonesië. Buntu Mauli telt 663 inwoners (volkstelling 2010).